# Walter Kaczmarczyk
Walter Kaczmarczyk (* 25. Januar 1938 in Drozdowo; † 13. Februar 2019) war ein deutscher parteiloser Politiker und von 1995 bis 2006 Mitglied im Abgeordnetenhaus von Berlin.
Walter Kaczmarczyk Vater war polnischer Offizier, der nach der Besetzung Polens zuerst von sowjetischer Seite festgenommen und dann an die Deutschen überstellt wurde, von denen er in das Konzentrationslager Auschwitz verbracht wurde, wo er den Tod fand. Die Mutter von Walter Kaczmarczyk half verfolgten jüdischen Menschen. 
Walter Kaczmarczyk erlebte das Kriegsende im ausgebombten Berlin, schon als Kind damit beschäftigt, in der Trümmerlandschaft das Überleben seiner Mutter und von sich selbst sicherzustellen.
Walter Kaczmarczyk absolvierte von 1953 bis 1955 eine Ausbildung zum Fotofachverkäufer. Anschließend leistete er bis 1969 Polizei- und Armeedienst, zuletzt für die Grenztruppen der DDR. Er legte 1966 seine Abiturprüfung ab. Den Armeedienst quittierte er nach einem Todesschuss aus der von ihm geführten Einheit auf einen DDR-Flüchtling. Er studierte von 1969 bis 1973 an der Hochschule für Ökonomie Berlin mit Abschluss als Diplomökonom. Anschließend war er bis 1991 als wissenschaftlicher Mitarbeiter an der Hochschule tätig. Er wurde 1988 über die Entwicklung des Segelsports in Berlin bis 1933 unter besonderer Berücksichtigung der Herausbildung des Arbeitersegelsports und seiner Entwicklung bis 1933 zum Dr. phil. promoviert.
Kaczmarczyk gehörte auf der Liste der PDS von 1990 bis 1992 der Bezirksverordnetenversammlung Treptow an. Er wurde 1995 im Wahlkreis Treptow 3 in das Abgeordnetenhaus gewählt. Er engagierte sich insbesondere für sportpolitische Fragen.
Walter Kaczmarczyk engagierte sich nach der Wende für den Erhalt der ehemaligen Gaststätte Schmetterlingshorst in Berlin-Köpenick an der Dahme als gemeinnützige und  bürgernahe Erholungsstätte. 
Walter Kaczmarczyk war ein begeisterter Segelsportler. Für den Segelsport war er sowohl Mitglied des NOK der DDR als auch nach der Wiedervereinigung des NOK für Deutschland. Er war Vorsitzender und später Ehrenvorsitzender des Bezirkssportbundes Treptow-Köpenick.
Am 13. Februar 2019 starb er im Alter von 81 Jahren.